# Croix de Ménévillers
La croix de Ménévillers est une croix monumentale située au centre de la commune de Ménévillers, en France.

## Localisation
La croix est située sur la place du village, sur la commune de Ménévillers, dans le département de l'Oise, en région des Hauts-de-France, en France.

## Historique
La croix est d'époque renaissance, vraisemblablement du début du XVIe siècle. Elle fait l’objet d’un classement au titre des monuments historiques par arrêté du 1er août 1896.

## Architecture
La croix est posée sur un socle octogonal à gradins. Le fût apparemment monolithe se dresse sur une base octogonale ; il est orné de rinceaux s'enroulant autour de montants verticaux. Dans la partie supérieure, des bas reliefs peuvent être distingués : les Instruments de la Passion, l'échelle, la lance, la colonne de la flagellation, l'épée de Saint Pierre représentée comme un cimeterre, l'oreille de Malchus et les cordes qui lièrent le Christ.
Le fût est surmonté d'un chapiteau orné de feuilles verticales. Le tout est surmonté d'une croix accompagnée de deux sculptures : le Christ et la Vierge tenant l'Enfant. La croix est fortement dégradée et ses montants sont reliés par des équerres de feuillages.

## Galerie

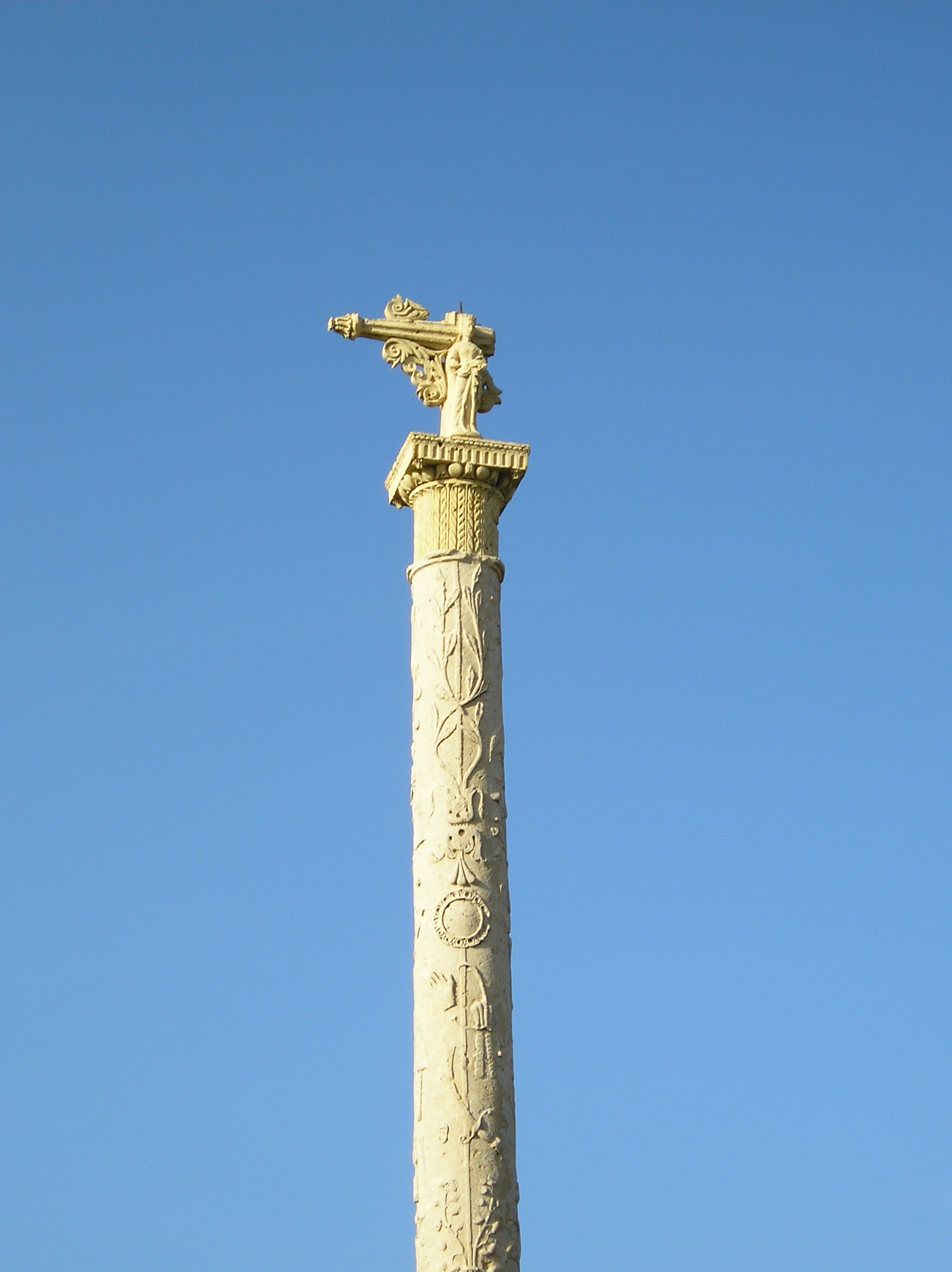
Détail de la croix